# 永井堅梧
永井 堅梧（ながい けんご、1994年11月6日 - ）は、埼玉県新座市出身のプロサッカー選手。Jリーグ・柏レイソル所属。ポジションはゴールキーパー。

## 来歴
三菱養和サッカークラブユースでは主将を務めた。2012年2月、ジェフユナイテッド千葉の石垣島キャンプに1週間参加。
2013年より、松本山雅FCに入団。2014年、J3に参戦するJリーグ・アンダー22選抜に選手登録された。
2015年よりカターレ富山に期限付き移籍。富山での公式戦初出場は第23節、選手負傷による5人目の交代枠でのフィールドプレーヤーとしてのものだった。この年は、江角浩司と飯田健巳に次ぐ序列3番手に甘んじ4試合の出場に終わった(GKとしては3試合)。2016年も移籍期間を延長して富山に在籍。この年は江角や飯田を抑えて先発出場し、第23節に負傷して次節より離脱するまでゴールマウスを守った。翌年も引き続き、正GKの座を守り抜いた。
2019年より徳島ヴォルティスに期限付き移籍。開幕戦でスタメンを掴んだものの、J2に昇格した鹿児島ユナイテッドFCに4失点を喫し、以降は梶川裕嗣にポジションを奪われ出場はこの1試合のみに終わった。
2020年よりJ2に復帰したギラヴァンツ北九州に期限付き移籍。正GKとなり、契約上出場出来ない松本戦以外リーグ戦40試合全てに出場した。
2020年12月27日、北九州への期限付き移籍終了、同時に清水エスパルスへの完全移籍が発表された。
開幕戦では権田修一の控えとしていきなりベンチ入りを果たすと、4日後のルヴァンカップ第1節サンフレッチェ広島戦にて加入後初出場。広島の猛攻を受けながら無失点に抑えた。
2022年12月15日、2023年より横浜FCへの期限付き移籍が発表された。同シーズンはスベンド・ブローダーセンとポジションを争いながら、リーグ戦18試合に出場したが、続く2024シーズンは市川暉記が全試合に出場したことで、出場機会は無かった。
2025年シーズンは徳島へ完全移籍となったが、カップ戦のみの出場となり、8月には柏レイソルへ完全移籍となった。

## 所属クラブ
- 新座片山FC少年団
- 三菱養和サッカークラブ巣鴨ジュニアユース
- 三菱養和サッカークラブユース（武蔵野高等学校）
- 2013年 - 2020年 松本山雅FC
  - 2014年 Jリーグ・アンダー22選抜
  - 2015年 - 2018年 カターレ富山（期限付き移籍）
  - 2019年 徳島ヴォルティス（期限付き移籍）
  - 2020年 ギラヴァンツ北九州（期限付き移籍）
- 2021年 - 清水エスパルス
  - 2023年 - 2024年 横浜FC（期限付き移籍）
- 2025年 - 同年8月 徳島ヴォルティス
- 2025年8月 - 柏レイソル

## 個人成績
| 国内大会個人成績 | 国内大会個人成績 | 国内大会個人成績 | 国内大会個人成績 | 国内大会個人成績 | 国内大会個人成績 | 国内大会個人成績 | 国内大会個人成績 | 国内大会個人成績 | 国内大会個人成績 | 国内大会個人成績 | 国内大会個人成績 |
| 年度             | クラブ           | 背番号           | リーグ           | リーグ戦         | リーグ戦         | リーグ杯         | リーグ杯         | オープン杯       | オープン杯       | 期間通算         | 期間通算         |
| 年度             | クラブ           | 背番号           | リーグ           | 出場             | 得点             | 出場             | 得点             | 出場             | 得点             | 出場             | 得点             |
| 日本             | 日本             | 日本             | 日本             | リーグ戦         | リーグ戦         | リーグ杯         | リーグ杯         | 天皇杯           | 天皇杯           | 期間通算         | 期間通算         |
| ---------------- | ---------------- | ---------------- | ---------------- | ---------------- | ---------------- | ---------------- | ---------------- | ---------------- | ---------------- | ---------------- | ---------------- |
| 2013             | 松本             | 31               | J2               | 0                | 0                | -                | -                | 0                | 0                | 0                | 0                |
| 2014             | 松本             | 31               | J2               | 0                | 0                | -                | -                | 0                | 0                | 0                | 0                |
| 2015             | 富山             | 31               | J3               | 4                | 0                | -                | -                | -                | -                | 4                | 0                |
| 2016             | 富山             | 31               | J3               | 23               | 0                | -                | -                | 2                | 0                | 25               | 0                |
| 2017             | 富山             | 21               | J3               | 32               | 0                | -                | -                | 2                | 0                | 34               | 0                |
| 2018             | 富山             | 1                | J3               | 32               | 0                | -                | -                | 1                | 0                | 33               | 0                |
| 2019             | 徳島             | 1                | J2               | 1                | 0                | -                | -                | 0                | 0                | 1                | 0                |
| 2020             | 北九州           | 31               | J2               | 40               | 0                | -                | -                | -                | -                | 40               | 0                |
| 2021             | 清水             | 25               | J1               | 0                | 0                | 8                | 0                | 3                | 0                | 11               | 0                |
| 2022             | 清水             | 25               | J1               | 0                | 0                | 0                | 0                | 1                | 0                | 1                | 0                |
| 2023             | 横浜FC           | 1                | J1               | 18               | 0                | 2                | 0                | 0                | 0                | 20               | 0                |
| 2024             | 横浜FC           | 1                | J2               | 0                | 0                | 2                | 0                | 2                | 0                | 4                | 0                |
| 2025             | 徳島             | 21               | J2               | 0                | 0                | 1                | 0                | 2                | 0                | 3                | 0                |
| 2025             | 柏               | 29               | J1               |                  |                  |                  |                  | -                | -                |                  |                  |
| 通算             | 日本             | 日本             | J1               | 18               | 0                | 10               | 0                | 4                | 0                | 22               | 0                |
| 通算             | 日本             | 日本             | J2               | 41               | 0                | 3                | 0                | 4                | 0                | 48               | 0                |
| 通算             | 日本             | 日本             | J3               | 91               | 0                | -                | -                | 5                | 0                | 96               | 0                |
| 総通算           | 総通算           | 総通算           | 総通算           | 150              | 0                | 13               | 0                | 13               | 0                | 176              | 0                |

その他の公式戦
| 2014   | J-22   | -      | J3     | 8 | 0 | 8 | 0 |
| 通算   | 日本   | 日本   | J3     | 8 | 0 | 8 | 0 |
| 総通算 | 総通算 | 総通算 | 総通算 | 8 | 0 | 8 | 0 |

- Jリーグ初出場（J-22）- 2014年3月23日 J3第3節 対グルージャ盛岡（盛岡南公園球技場）

## 代表歴
- 2010年 U-16日本代表候補
- 2013年 U-19日本代表
- 2014年 U-21日本代表